# ゲートキーパーズ
『ゲートキーパーズ』（GATE KEEPERS）は、1999年12月16日に角川書店より発売されたプレイステーション専用ソフト。製作は角川書店、ESP、GONZO。『月刊エースネクスト』における漫画連載、角川スニーカー文庫におけるライトノベル、WOWOW放送によるテレビアニメと各方面にメディアミックス展開した。

## 概要
高度経済成長期の日本を舞台にインベーダーと呼ばれる謎の生命体と戦う少年少女を描く。
ゲームは、ヒロイン達との会話や恋愛を楽しむ「アドベンチャーモード」とインベーターと戦うシミュレーションRPG風の「バトルモード」に別れて構成される。
登場人物や設定はゲーム版とアニメ・ライトノベル版では大きく異なっている。

## 登場人物

### イージス（A.E.G.I.S）
浮矢瞬（うきや しゅん）
声 - 櫻井孝宏
本作の主人公。「疾風」のゲートキーパー、誕生日は昭和27年7月16日。その能力は剣の形をとる。また、大気の流れを制御することで乗り物の性能を最大限に引き出すことができる（アニメ版2話など）。正義感溢れるの熱血漢。入隊後、ゲートキーパーズ隊の隊長になった。アニメでは父の俊次郎を誤解から一時期憎んでいた。名前は1960年代のレーサー浮谷東次郎にちなむ。
生沢ルリ子（いくさわ ルリこ）
声 - 川澄綾子
「生命」のゲートキーパー、誕生日は昭和27年4月4日、身長153cm、体重42kg、血液型はA型。光の矢を操り、また傷などを癒す能力を持つ。瞬よりも早くゲートキーパー能力に目覚めており、先輩格でもある。品行方正な学園の委員長。ゲームでは、最初に「謎の黒マント怪人」として瞬の前に現れる。ゲーム・ライトノベル・アニメ版すべてで瞬の幼馴染であったが、アニメ版以外では瞬にそのことを忘れられていた。アニメ版では幼少期、瞬に「鼻たれのルリっぺ」といわれたことがトラウマになった。また、一時的にマイナスゲート能力の「殺戮」のゲートに目覚めた。名前は1960年代のレーサー生沢徹にちなむ。
朝霧麗子（あさぎり れいこ）
声 - 飯塚雅弓
「幻惑」のゲートキーパー。ピアノを弾くことで能力を発動させる。かなりおっとりしていてマイペースな性格の令嬢。アニメ版とゲーム版で最もデザインが異なる（髪型やリボン、表情）。また、ゲーム・ライトノベル版では病弱という設定であった。アニメ版16話では、鉄に“邪魔”“お荷物”と言われたり、ゲートロボに間違えて乗って町を歩き回ったりするという騒ぎを起こした事もあったが、最後にはゲートロボで多くのインベーダーを倒したという大活躍を見せた事もあった。
近衛かおる（このえ かおる）
声 - 高野直子
「迫撃」のゲートキーパー、誕生日は昭和28年7月31日。格闘戦では右に出るものがいない。明るい性格。身体的な問題で、女の子扱いを嫌い、恋愛にも興味が薄かったが、アニメではルリ子との三角関係を強調するため、最初から瞬に思いを寄せる。戦闘時は体操服とブルマを着用。
フェイ
声 - 西村ちなみ
「百獣」のゲートキーパー。様々な動物を操る。アニメ版では、炎を操る「赤熱」のゲートキーパー（未登場のフランシーヌの能力が合体した形となった）。中国出身でフルネームは鳳妃玲（フェン・フェイリン）。イージス上海支部から極東支部に転属してくる。活発な少女だが家庭環境は複雑。
防人操（さきもり みさお）
声 - 小西寛子
「鉄壁」のゲートキーパー。アニメ版では「知覚」のゲートキーパーでイージス西独逸支部所属、ゲストキャラとして登場。ゲーム版ではイージス極東支部所属だったが、アニメ版ではその設定とゲート能力は恵に受け継がれた。
ジュン・サンダース
声 - 井上喜久子
「電光」のゲートキーパー。元軍人で真面目で実直な性格。ゲームでは恋人を殺した影山を仇と狙う。アニメ版ではイージス北米支部所属で、ゲストキャラとして登場。ゲーム版ではイージス極東支部に転属してくる。名前は漫画、テレビドラマ『サインはV』の登場人物ジュン・サンダースにちなむ。
フランシーヌ・アリマージュ（アリュマージュ）
声 - 岩男潤子
「爆熱」のゲートキーパー。アメリカの西部劇オタクのフランス人。イージス仏蘭西支部所属。ゲーム版でのみ登場し、イージス極東支部に転属してくる。ライトノベル版では同じ「外人」であるフェイに対して妹のような感情を持っていた。アニメ版には登場しない。
北条雪乃（ほうじょう ゆきの）
声 - 鈴木真仁
「氷雪」のゲートキーパー。時折瞬の前に現れては助言めいた言葉をつぶやく謎めいた少女。実は、遥か昔の人物でゲート能力で自分の時間を止めていた。
司令
声 - 有本欽隆
イージス極東支部の司令で基地のカモフラージュに作られた楯神高校の校長。本名は時渡哲也（ときわたりてつや）。先の第二次世界大戦の生き残り。実は「時空」のゲートキーパー。ライトノベル版ではルリ子の父でもあった。
落合恵子（おちあいけいこ）
声 - 長沢美樹
司令の秘書で基地のカモフラージュに作られた楯神高校の保健医。ちょっとドジで司令に好意を持っている。瞬たちからは秘書さんと呼ばれている。名前は1960年代後半から1970年代にかけての人気ラジオパーソナリティで、現在は作家の落合恵子にちなむ。
メガネ
声 - 小桜エツ子
瞬達の同級生だが、実はイージス極東支部のチーフメカニック担当の技術者。本名は目黒兼武（めぐろかねたけ）。ゲート能力はない。
ジム・スカイラーク
声 - 三木眞一郎
「音速」のゲートキーパー。イージス英国支部所属。瞬とは良きライバル関係。アニメ版とCDドラマのみ登場。名前は1960年代のレーサージム・クラークにちなむ。
鉄恵（くろがねめぐみ）
声 - 愛河里花子
「鉄壁」のゲートキーパー。その名の通り鉄壁の防御を誇る。寡黙で人付き合いが苦手。ルリ子に反感を抱いており、これ以上差をつけられたくないためゲートキーパーとして覚醒後にイージスに入ったが、物語終盤では影山と行動を共にし、敵対する立場となる。一時的に、マイナスゲート能力の「侵入」のゲートを使った。アニメ版のみ登場。
番場長太郎（ばんばちょうたろう）
声 - 子安武人
通称「番長」。姫路市在住で成り行きから瞬たちの仲間となる。思い込みが激しく無鉄砲な性格だが情には厚い。生沢を「ルリ子姫」、落合恵子を「秘書姫」と呼ぶ。ゲート能力はないものと思われていたが、最終話で「粉砕」のゲートに目覚める。アニメ版のみ登場。
補佐官
声 - 立木文彦
アニメ版のみ登場。名前は不明。寡黙で司令を補佐する人物。

### インベーダー
影山零士（かげやま れいじ）
声 - 関智一
人間だが、「シャドウ」のコードネームでインベーダーに与する少年。「漆黒」のゲートキーパー。
アニメでの本名は、光岡有士（みつおかゆうじ）。インベーダー側での登場時は「悪のゲートキーパー」を名乗り、その一方で「影山零士」として正体を隠したまま楯神高校に転入してくる。表向きは瞬たちと交流を深める一方、社会思想研究会を設立して多くの同志を集め、最後はインベーダーを利用したクーデターで日本の首相にまで昇りつめた。天性ともいえるカリスマ性を持ち、アジテーターとしても一流。ゲームでは「劣悪な家庭環境と父からの虐待に苦しめられ、世界そのものの破壊を誓ってインベーダーと手を組んだ」という事だけしか明かされなかったが、アニメでは驚異的な洞察力や未来を予見する「眼光」のゲートキーパーである事が明かされ、人間の悪意を目の当たりし自分を差別した人間への憎しみから現在のマイナスゲート能力に反転した。ほかの登場人物が1960年代の感覚で人類の未来に希望を持っているなか、未来を知っているがゆえに（現代人と近い感覚で）それを幻想と全否定している。それゆえに来たり来る黒い未来を少しでも変えるべくクーデターを引き起こした。
ライトノベル版では近衛かおるに興味を持ち、最終決戦でかおるを倒した（と思い込んで）悪魔伯爵と機械将軍を粛清する。
悪魔伯爵（あくまはくしゃく）
声 - 柴田秀勝
インベーダー幹部の一人。中世ヨーロッパに生きた悪魔信仰の魔術師をインベーダーが改造。直接的な戦いより人間の心にダメージを負わせる卑怯な作戦や精神攻撃を好む。またライトノベル版では悪魔召喚によって未来から携帯型ゲーム機を取り寄せ、作戦の部品として使用したこともある。ピンチに陥ると、「サタンガンマ」という姿に変身。コミック版では「サンジェルマン」と呼ばれている。アニメでは、マイナスゲートが生んだオリジナルインベーダーの一人。コードナンバー「S-05E」。
機械将軍（きかいしょうぐん）
声 - 飯塚昭三
インベーダー幹部の一人。死んだナチスドイツの軍人をインベーダーが改造。様々な兵器を作り出し、力押しの作戦を好む。ピンチに陥ると、「地獄パンツァー」という姿に変身。コミック版では「ジークフリート」と呼ばれている。アニメでは、マイナスゲートが生み出したオリジナルインベーダーの一人。コードナンバー「S‐04G」。口癖は、「ハイル、ベーダー」。
幽霊少女（ゆうれいしょうじょ）
声 - 森沢芙美
インベーダー幹部の一人。ゲーム・ライトノベル版のみ登場。悪魔伯爵と気が合い、精神攻撃が得意。ゲームではヒロインの恋愛値にダメージを与える。また、最後にインベーダーの正体を語る。アニメ『ゲートキーパーズ』では登場していないが、続編の『ゲートキーパーズ21』（後述）にて登場する。ゲーム版とアニメ版の姿は異なり唯一共通しているのは手に頭蓋骨が入っている水晶を持っていること。中世の魔女狩りの時代に誕生した模様。
死神紳士（しにがみしんし）
インベーダー幹部の一人。ライトノベル版のみ登場。コードナンバー「S-08D」。眼鏡を掛けた青年の姿をし、その名は、「死神の眼を持つ紳士」の所以からで、殺戮のゲートと同じ力を持つ「死神の眼」を有し、その眼に見られた人間は瞬時に命を失ってしまう。その能力ゆえに人間牧場計画を進める機械将軍や悪魔伯爵からは嫌われている。見かねた悪魔伯爵自らが作って与えた、能力を抑える特殊な眼鏡を掛けている。
無限魔獣（むげんまじゅう）
インベーダー幹部の一人。ライトノベル版のみ登場。コードナンバー不明。その名の所以は、「無限の顔を持つ魔獣」からで、他のインベーダー幹部と比べ知能が低く黒服並みと言われているが、その名が示すように捕食した人間に成りすます能力を有し、姿おろか記憶や能力（ゲート能力含む）までも再現してしまう。その能力で時代の権力者に成りすまし混乱を撒き散らしていた。常に姿を変えているため捜すのには一苦労している模様。
次元魔王（じげんまおう）
インベーダー幹部の一人。ライトノベル版のみの登場（ただし名前だけで、存在をほのめかすのみ）。コードナンバー不明。ジム・スカイラークが率いるゲートキーパーズ遊撃隊の活躍によりインベーダーコアごと破壊され倒された模様。能力は不明。
インベーダー大首領（仮）
ゲーム版で登場。四幹部を率いる正体不明のインベーダーの親玉。

### その他の登場人物
マリアンヌ王女
声 - 岩男潤子（2役）
ゲーム版のみ登場。フランシーヌと瓜二つの容姿を持つ某国の王女。性格は、おしとやかで平凡。インベーダーに襲われた所をゲートキーパーズに救出される。その後は、フランシーヌと花火を楽しんだりした。
キャナリ
声 - 堀江由衣
ドラマCD版第2巻のみ登場。インベーダーに製造されたアンドロイドの少女。彼女の歌には、人間の精神を操る能力がある。瞬たちに出会って、自らの存在に疑問を持ち始める。
小川薔薇子（おがわ ばらこ）
声 - 松澤由美
アニメ版のみ登場。いつもイージスの特殊自動車や兵器、ゲートロボなどの発射に居合わせ、その際の突風にスカートを捲られ、「OH! モーレツ」という謎の女性。実は、イージスの秘密隊員で、そのセリフは発射の合図だった。主題歌を歌う歌手が声を担当。モデル（元ネタ）は1969年当時の丸善石油CMに出演していた小川ローザ。
浮矢朗美（うきや さえみ）
声 - 千葉千恵巳
アニメ版のみ登場。瞬の妹。天真爛漫な性格で、雪乃の友達となる。
浮矢和子（うきや かずこ）
声 - ひし美ゆり子
アニメ版のみ登場。瞬と朗美の母親。
浮矢俊次郎（うきや しゅんじろう）
声 - 宇垣秀成
アニメ版のみ登場。瞬と朗美の父親。瞬の小学校の卒業式の時に交通事故で死亡。ゲートエンジンの開発者だったことが後に判明する。
ちなみに彼も潜在的なゲート能力（疾風と思われる）を持っており、事故死の真相は自らが開発したゲートエンジンの試運転中に無意識に疾風のゲートが発動・暴走したため。

## 用語
ゲート
異世界からの力を呼ぶ門。ゲート能力を持つ人間のみが使用可能。その力は、使用者によって異なる。一種の超能力的な描かれ方をしている。太古の昔では魔方陣と呼ばれていた。
ライトノベル版、ゲーム版では発動形態が第1段階から第3段階に分かれる。
1. 第1段階：ゲートよりエネルギーを放出する。
2. 第2段階：ゲートから放出するエネルギーを収束・固体化し、ゲートロボなどを召喚できる。
3. 第3段階：ゲート周辺の空間を作り変えることができる。（ゲーム版のみ）

その発現の仕方により、同一の能力でもプラスゲートとマイナスゲート（アニメ版のみ追加設定、ただしゲーム版でも類似の現象あり）が存在している。ただし、通常発動するのはプラスゲートであるところから、単にゲートというとプラスゲートを指す。ごくまれに全く別の種類のゲートを使用できる者もいる。怒りや憎しみなどの負の感情に使用者が支配されるとマイナスゲートに反転し、その能力はまったく正反対となり、より攻撃的で凶悪なものなどになる。プラスとマイナスの両側面のゲートを開けるゲートキーパーをデュアルゲートキーパーとされ、原作版の第2段階に相当する。
使用者ごとにゲートの種類は異なっており（登場した唯一の例外は、浮矢瞬と五十鈴綾音の父娘で、2人とも「疾風」のゲートを使用する）漢字2文字を当てて、「XX」のゲートと呼ばれる。
発動時に、光の輪状のものが出現するのが特徴。ゲーム版ではかなり複雑かつ立体的な形状だったが、アニメ版では単純な同心円状と形が異なっている。なお、形状は同一だが、色が使用者によって異なっている。
後になって、ゲートを用いる際には何かが代償として失われていくことが明らかになった。失われる「何か」とは、いわゆる「人としての幸せ（幸福の因子）」という曖昧なもので、人によってそれが何かは異なっている。だが、ゲートを使う者は家庭環境が複雑であるケースが多い。中には、ゲートを酷使することで肉体を失うものもいる。
ゲート能力は通常の発動以外にも能力者が集中した時などに無意識のうちに発動する。（アニメ版での瞬や近衛）またライトノベル版では「能力者を自動的に保護する」（零下40度の部屋に学生服で1日いても平気など）能力もある。
また、ゲートの能力を持つ者には若者が多く、なぜか大人になると突然ゲート能力を失う場合が多い。
なお、2001年（ゲートキーパーズ21）には、パソコンと携帯電話を使って使用する疑似ゲートが登場している。
ゲートキーパー
門の守護者。ゲート能力を持つ人間のこと。なお、前述の別種類のゲートを使いこなせる者は、特にデュアルゲートキーパーと呼ばれる。魔法使いや陰陽師等と呼ばれ門番の一族と言われているが遺伝する訳ではない模様。アニメでは時折、隊員に配布されている「地球防衛免許証」というものが存在する描写がある。
ゲートロボ
ゲートの力を増幅するロボット。ゲーム版とアニメ版の両方に登場しているが、扱いが異なる。
ゲーム版では、後半に主人公とヒロインが力を合わせてゲートを二重にする事で一時的に第2段階へとなり召喚できるようになる。その機体の色や技も、ヒロインの能力が反映される。強力無比で、ほとんどのインベーダーは瞬殺できるが、召喚時間が短い上に、使用後にヒロインが移動しか出来なくなるため、使いどころが難しい。ただし、敵キャラクターの影山零士が操る「漆黒のゲートロボ」はパートナー無しでほぼ無制限に召喚できる。
アニメ版では、ゲート能力を増幅するゲートエンジンを搭載しているが、あくまでも人間が作り上げたロボット。ヨーロッパの支部から応援に来た3人の量産型と、極東支部で瞬および朝霧が使用した先行量産型1機がある。影山零士のゲートロボは自らのゲートをインベーダーコアを取り込むことで召喚している。
インベーダー
謎の侵略者。その目的は人類の抹殺らしい。ゲーム版とアニメ版ではその正体や出自が異なる。ゲーム版では謎の親玉が4幹部とともに行動し、一応、人間とは別の生命体となっている。アニメ版では一般人や動物を殺してその人や動物になりすまし、日常生活に紛れ込んでいることが多い。主に「黒服」と呼ばれるものが多い。それを束ねるインベーダーは赤色で、集合体になった際は核となっている（これを倒すことで周囲のインベーダーも消滅する）。中には人間の心や記憶を持ったままの「出来損ない」も存在する。両者ともに無機物にも擬態・憑依できる。
アニメでの正体は、心の扉であるゲートが魔方陣と呼ばれていた時代にマイナスゲートの能力者のいわゆる負の感情から生み出された擬似生命体で宇宙からでも異次元や魔界からきた存在でなく人間の負の感情の化身と呼べる存在。太古より存在しており、「陰陽師の式神」「魔術師の悪魔」などとして語られてきた。組織的な行動をとる事があるため、その際に中心となるインベーダーが存在し、イージス側から「インベーダー幹部」と呼ばれている存在がおり、ゲーム・アニメ版の悪魔伯爵、機械将軍、幽霊少女、ライトノベル版の死神紳士、無限魔獣、次元魔王などを指す幹部クラスは原種のインベーダー別名「オリジナル・インベーダー」とも呼ばれる特別な存在である。たとえ倒されてもインベーダーコアが破壊されない限り何度でも復活できるが、復活までには数十年以上とかなりの時間が必要とする。過去に倒された幹部を合わせ現在確認されている固体は8体いるとされるがあくまで確認されているだけで、その全体数は不明である。
基本的に人類に対して敵対しているが、状況によっては人間に対して武器などを提供しており、ライトノベル版ではインベーダーの円盤に人類の武器を搭載した兵器がベトナム戦争に投入されていた。
イージス壊滅以降その形態は著しく変化している。
イージス（A.E.G.I.S）
インベーターに対抗するために発足した国際組織。正式名称は、地球防衛機構イージス。なお、A.E.G.I.S.は、Alien Exterminating Global Intercept Systemの略。「異星人根絶のための全地球的迎撃機構」とギリシア神話のゼウスの「あらゆる攻撃を防ぐ盾（イージス）」と2つの意味を持つ。
本部（00番）はニューヨーク（国連本部地下）。世界各地に支部がある。本編中で登場するのは、東京にある11番目のイージス極東支部。また、09番の支部はインベーダーの攻撃で消滅している。
メンバーには、「地球防衛免許証」が交付され、これはあらゆる法律を無視できる特権があり、アニメ本編中では瞬が高校生で無免許なのに自動車を運転し、警官にとがめられたときにこの免許証を見せて事なきを得るシーンがある。
アニメ版の流れでは本編終了直後に世界各地の支部で同時多発的にインベーダーの大攻勢を受けて壊滅しており、その事が小説『ゲートキーパーズ1985 二つの刻の狭間で』にて書かれている。
イージスネットワーク（A.E.G.I.S）
イージス壊滅後、影山零士が対インベーダー用にたち上げた地下組織で、イージスのデータや技術を受け継いではいるものの公的な組織でなく、他方面の協力者と影山の個人資金を基に運営されている私的組織。インベーダーハンターとして形を変えたゲートキーパー能力者とはインベーダーに懸賞を賭ける形で契約している。

## ゲーム

### スタッフ
- 原案・監督・脚本：山口宏
- キャラクターデザイン、作画監督：後藤圭二
- 作曲・音楽プロデュース：田中公平
- 音響監督：鶴岡陽太
- 超科学デザイン：前田真宏
- 戦闘システム：西谷英晃（超音速）
- プロデューサー：畔田晃伸（ESP）、高梨聡子、中島伸治（GONZO）
- ナレーション：矢島正明（アニメ版共通）

### 主題歌
オープニングテーマ「ゲートキーパーズ1970」
作詞：山口宏 / 作曲：田中公平 / 編曲：岩崎文紀 / 歌：遠藤正明
挿入歌「サイケデリックでGO!GO!」
歌：フォークイントルーダーズ（櫻井孝宏、川澄綾子、高野直子、小西寛子、飯塚雅弓、西村ちなみ、井上喜久子、岩男潤子）

### 関連商品

#### CD
シングル
- ゲートキーパーズ1970 （ポニーキャニオン、1999年7月7日発売）

アルバム
- ゲートキーパーズ・ボーカルアルバム （ポニーキャニオン、1999年12月17日発売）
- ゲートキーパーズ・GAME SOUND TRACKS （ポニーキャニオン、2000年1月19日発売）
- ゲートキーパーズ・地球防衛外伝1「悪魔の霧を消し飛ばせ!」 （ポニーキャニオン、2000年2月17日発売）
- ゲートキーパーズ・地球防衛外伝2「平和の歌を守り抜け!」 （ポニーキャニオン、2000年3月15日発売）
オリジナルキャラクター、キャナリ（声：堀江由衣）が登場。

#### 書籍
- ゲートキーパーズ（角川書店、月刊・エースネクスト、後藤圭二作画）

1. 1999年12月発売
2. 2001年10月発売

- ゲートキーパーズ（角川書店/スニーカー文庫、あらいりゅうじ著） - ゲーム版ノベライズ
  1. Act.1（1999年12月発売）
  2. Act.2（2000年2月発売）
  3. Act.3（2000年4月発売）
- GIRLS―ゲートキーパーズ文庫写真集 （角川書店/スニーカー文庫、2000年2月発売）
- ゲートキーパーズ公式ガイド（角川書店）
  - キャラクターGO!GO! （1999年11月発売）
  - タクティカルGO!GO! （1999年12月発売）
- ゲートキーパーズ完全攻略ガイド （メディアワークス 電撃PlayStation編集部刊、1999年12月発売）

## テレビアニメ
2000年4月3日から9月にかけてのWOWOWノンスクランブル枠で放送。総監督に佐藤順一、キャラクターデザイン後藤圭二（ゲーム版より）。第3話以外はデジタル技術によるアニメーションであり、GONZO初のテレビアニメでもある。
その後、本編の主人公の娘を主人公とした続編のOVA、ゲートキーパーズ21（全6話+ドラマCD6話）が製作された。DVDはバンダイビジュアルより発売。また、原案・シリーズ構成の山口宏によって、テレビシリーズと「21」の間」を埋める小説「ゲートキーパーズ1985 二つの刻の狭間で」が執筆された。
アニメ第8話「侵略者を見つけだせ!」にはゲストキャラクターの声優として塩沢兼人が出演したが、その放送日の直前に事故で亡くなったため、この回の放送前には、彼を偲ぶメッセージが流された。

### スタッフ（テレビアニメ）
- 原作 - 佐藤順一、角川書店、GONZO
- 原案・シリーズ構成 - 山口宏
- 総監督 - 佐藤順一
- 監督 - 千明孝一
- キャラクターデザイン - 後藤圭二
- アニメーションディレクター - 黒田和也
- メカニックデザイン - 小林誠、増尾昭一
- 超科学デザイン - 前田真宏
- 美術監督 - 菊地正典
- 色彩設計 - 中村近世
- 撮影監督 - 林コージロー、堀内隆
- 編集 - 重村建吾
- 音楽 - 田中公平
- 音響監督 - 鶴岡陽太
- プロデューサー - 伊藤敦、高梨実、石川真一郎
- アニメーション制作 - GONZO
- 製作 - GKプロジェクト（角川書店、バンダイビジュアル、ポニーキャニオン、GONZO）

### 主題歌（テレビアニメ）
オープニングテーマ「明日の笑顔のために」
作詞 - 佐藤順一 / 作曲 - 田中公平 / 編曲 - 岩崎文紀 / 歌 - 松澤由美
エンディングテーマ「今日から明日へ」
作詞 - 山口宏 / 作曲 - 田中公平 / 編曲 - 岩崎文紀 / 歌 - 松澤由美

### 各話リスト（テレビアニメ）
| 話 | 放送日        | サブタイトル              | 脚本     | 絵コンテ          | 演出                      | 作画監督                    |
| -- | ------------- | ------------------------- | -------- | ----------------- | ------------------------- | --------------------------- |
| 1  | 2000年 4月3日 | 地球防衛を開始せよ!       | 山口宏   | 佐藤順一          | 井之川慎太郎              | 田中雄一                    |
| 2  | 4月10日       | 平和のために立ち上がれ!   | 山口宏   | 千明孝一          | 高谷浩利                  | ふかざわまなぶ              |
| 3  | 4月17日       | 魅惑の曲を響かせろ!       | 松井亜弥 | 大倉雅彦          | 細田雅弘                  | 高津幸央                    |
| 4  | 4月24日       | 新たな戦士を探せ!         | 三井秀樹 | 武本康弘          | 武本康弘                  | 池田和美                    |
| 5  | 5月1日        | 夢へ向かって駆け抜けろ!   | 山口宏   | 波丸鴨            | さかいあきお 松村やすひろ | 石原恵治                    |
| 6  | 5月8日        | 恐怖の女子寮に潜入せよ!   | 松井亜弥 | 東海林真一        | 東海林真一                | 佐藤陵                      |
| 7  | 5月15日       | 大空の敵を撃ち落とせ!     | 三井秀樹 | 西澤晋            | 西澤晋                    | 糸島雅彦                    |
| 8  | 5月22日       | 侵略者を見つけだせ!       | 山口宏   | 田村しゅうへい    | 木宮茂 松村やすひろ       | 高橋丈夫                    |
| 9  | 5月29日       | 漆黒のゲートをうち破れ!   | 山口宏   | 佐藤順一          | 細田雅弘                  | 高津幸央                    |
| 10 | 6月5日        | 悪魔の夢をふり払え!       | 三井秀樹 | 武本康弘          | 武本康弘                  | 米田光良 北之原孝将（メカ） |
| 11 | 6月12日       | あの新幹線を止めろ!       | 定山敬   | 鍋島修            | 松村やすひろ              | ふかざわまなぶ              |
| 12 | 6月19日       | 北の大地へ飛べ!           | 松井亜弥 | 千明孝一          | 千明孝一                  | 後藤圭二 堀内修             |
| 13 | 6月26日       | 倒せ、最強二大幹部!・前編 | 山口宏   | 東海林真一        | 東海林真一                | 門之園恵美 増尾昭一（メカ） |
| 14 | 7月3日        | 倒せ、最強二大幹部!・後編 | 山口宏   | 佐藤ゆうぞう      | 松村やすひろ              | ふかざわまなぶ              |
| 15 | 7月10日       | お見合いをぶっつぶせ!     | 三井秀樹 | やまざきかずお    | 西山明樹彦                | 葉月十五                    |
| 16 | 7月17日       | ゲートロボ出撃せよ!       | 松井亜弥 | 武本康弘          | 武本康弘                  | 米田光良 北之原孝将（メカ） |
| 17 | 7月24日       | 道なき道を突っ走れ!       | 山口宏   | 佐藤順一          | 細田雅弘                  | 堀内修 増尾昭一（メカ）     |
| 18 | 7月31日       | 侵略者を守り抜け!?        | 山口宏   | 波丸鴨            | 松村やすひろ              | 高橋丈夫 青山正宣（特技）   |
| 19 | 8月7日        | ヤングの主張を聞け!       | 山口宏   | 東海林真一        | 岡田宇啓 東海林真一       | 松島晃                      |
| 20 | 8月21日       | 新たな年へ飛躍せよ!       | 松井亜弥 | 後藤圭二          | 後藤圭二                  | 門之園恵美 後藤圭二         |
| 21 | 8月28日       | 守れ! 進歩と調和の祭典!   | 山口宏   | 佐藤順一 千明孝一 | 西山明樹彦                | ふかざわまなぶ              |
| 22 | 9月4日        | 漆黒のロボを砕け!         | 山口宏   | 武本康弘          | 武本康弘                  | 米田光良 北之原孝将（メカ） |
| 23 | 9月11日       | 戦う勇気をふりしぼれ!     | 山口宏   | 佐藤順一          | 東海林真一                | 堀内修 門之園恵美           |
| 24 | 9月18日       | 明日の笑顔のために        | 山口宏   | 千明孝一          | 千明孝一 西山明樹彦       | 後藤圭二（レイアウト）      |

### 関連商品（テレビアニメ）

#### DVD
1. 第1話 - 第3話収録（発売日：2000年9月25日）
2. 第4話 - 第6話収録（発売日：2000年10月25日）
3. 第7話 - 第9話収録（発売日：2000年11月25日）
4. 第10話 - 第12話収録（発売日：2000年12月25日）
5. 第13話 - 第15話収録（発売日：2001年1月25日）
6. 第16話 - 第18話収録（発売日：2001年2月25日）
7. 第19話 - 第21話収録（発売日：2001年3月25日）
8. 第22話 - 最終話収録（発売日：2001年4月25日）

2008年1月にDVD-BOXが発売。

#### CD（テレビアニメ）
- ゲートキーパーズ TV ― オリジナル・サウンドトラック Vol.1 （2000年7月19日）
- ゲートキーパーズ TV ― オリジナル・サウンドトラック Vol.2 （2000年11月15日）
- ゲートキーパーズ SPIRITS （2000年9月20日）

#### 書籍（テレビアニメ）
コミック
- アニメ版「ゲートキーパーズ」パロディ4コマ略して ゲーぱろ。 （角川書店、藤島じゅん作、2001年10月）

ノベル
- ゲートキーパーズin TV―地球防衛を続行せよ! （角川書店/スニーカー文庫、2000年9月） - キャラクターごとにスポットを当てた短編集。
- ゲートキーパーズ1985―二つの刻の狭間で （角川書店/スニーカー文庫、山口宏、2003年1月） - イージス極東支部の壊滅を描いた1970年と浮谷瞬と影山零士が再会しイージスネットワークを結成する1985年の二つのエピソードが交錯する、テレビアニメ版とOVA版を繋ぐ作品。

ムック
- 詳細図解ゲートキーパーズ大百科（角川書店）
  1. 2000年11月
  2. 2000年11月

## ラジオ
ジム役の三木眞一郎とルリ子役の川澄綾子による『眞一郎と綾子のミッドナイトキーパーズ』を文化放送にて放送。ラジオドラマはドラマCDとして発売。 

## OVA
『ゲートキーパーズ21』は前作の続編として角川書店、IMAGICAより通常版、限定版が発売されたOVA。全6巻。
本作では舞台を2001年に移し、前作とはうって変わったリアリティあふれるストーリーが展開している。世界観もよりダークになっている。
限定版には各エピソードの合間を描いたドラマCDが同梱された。このドラマCDには、『ゲートキーパーズ21』本編には登場しなかった前作の登場人物も何人か登場しており、小説『ゲートキーパーズ1985 二つの刻の狭間で』と同様に2つの物語の間を埋める役割となっている。
今作は前作のエピローグにして新シリーズのプロローグでもあり、『21』以降の続編が企画されていた。

### 登場人物
五十鈴 綾音（いすず あやね）
声 - 大谷育江
本作の主人公。前作の主人公である「浮矢 瞬」の一人娘。イージスネットワークに所属する超A級インベーダーハンター。また、擬似ゲートの小型化を確立させた優秀なプログラマーでもある。家族をかえりみなかった父への複雑な感情を募らせ、父への反発から、最強クラスの攻撃力を誇る赤熱、雷光、粉砕、湾曲に並ぶ父から受け継いだ「疾風」のゲートを使わずに携帯電話を使った疑似ゲートで戦うことの方が多い。また浮矢とは名乗らず母親の姓の五十鈴と名乗っている。無口で無愛想で冷めた雰囲気と正反対であるようだが、根のところは父譲りの熱血。世の中を嫌っている節があり、裸眼で世の中を見る事を嫌い度の入っていない眼鏡をかけている。叔母の朗美（声 - ひし美ゆり子）とその子供・順一（声 - 松岡由貴）、それに影山零士以外の者とは自分からはコミュニケーションを取ろうとしない。盾神高校2年生で美羽とは別のクラス。
真鶴 美羽（まなづる みう）
声 - 埴岡由紀子
「跳躍」のゲートキーパー。もう一人の主人公。異性に対しても警戒心がないため、ナンパしてきた男性にラブホテルへ連れ込まれそうになる事もある。基本的には抜けている性格で退屈な日常を持て余している好奇心旺盛な天然系女子高生。綾音との出会いから、インベーダーとの戦いに巻き込まれていく。
太刀川 里香（たちかわ さとか）
声 - 野川さくら
「寸断」のゲートキーパー。神戸で活動していたインベーダーハンターで、影山の要請で東京に呼び寄せられた。男勝りで喧嘩っ早い。最強のゲートキーパーと呼ばれながら、自分のゲート能力を使おうとしない綾音には対抗心を露わにする。
北条 雪乃（ほうじょう ゆきの）
声 - 鈴木真仁
前作から引き続き登場。冷却能力から瞬間移動など高レベルな能力を持つ「氷結」のゲートキーパー。ゲートの名称が前作と変わったのは彼女のパワーアップのため。かつての戦いの後に盾神高校でオコジョのヒサメと一緒に行動している。
渡辺 ちなみ（わたなべ ちなみ）
声 - 西村ちなみ
美羽の親友。性格はおっとりしているが、恋愛には積極的。最近はゲバちゃんグッズがお気に入り。
伊藤 なおこ（いとう なおこ）
声 - 高野直子
美羽の親友。男勝りで言いたいことははっきり言う性格で、二人の姉という存在。
橋本 大地（はしもと だいち）
声 - 子安武人
インベーダー事件を調べる警部。真面目で熱血漢な性格で、インベーダーの起す怪事件の捜査が上手くいかない現状に苛立ちを隠せない。
影山 零士（かげやま れいじ）
声 - 関智一
インベーダーに与していた前作から一転して人類側に立ち、瞬に託されて一度崩壊したイージスを再組織し、対インベーダー組織イージスネットワークを創設し運営している。影を操るマイナスのゲート「漆黒」、確定した未来を引き寄せるプラスのゲート「眼光」、プラスとマイナスの2つのゲートを使うデュアルゲートキーパー。強力な能力の故にその体は蝕まれている。過去と現在を繋ぐ人物として小説版1985とドラマCDでは彼の視点から物語が語られる。
幽霊少女
声 - 能登麻美子
インベーダーの幹部の一人。未確認インベーダー幹部コードナンバー「S-07P」。かつて死神紳士と共にイージスを壊滅に追い遣った首謀者の一人で、現代にて再び何かの目的の為に暗躍を始める。過去に雪乃とは面識があるらしい。マイナスゲートの影響を受けない特異な存在で、空間転移やあらゆるものを瞬時に消滅させる等多彩な能力を持つ。
機械将軍・改
インベーダー幹部の一人。機械と融合し、その機体を意のままに操る能力を有する。悪魔伯爵と共に猛威を奮った二大幹部の一角で、かつての戦いで倒されていたが長い年月を重ね、東京湾に浮かんでいる大更津の人工島である海ほたると融合し復活を果たした。
悪魔伯爵
インベーダー幹部の一人。脳に微弱な電磁波を送り人を操る事や、幻覚を見せる能力で精神攻撃を得意とする。機械将軍と並ぶ二大幹部の一角でかつての戦いで倒されていたが、長い長い年月を掛けて東京周辺にある植物と融合し復活を果たす。毒素を含んだ樹液には、人間をインベーダー化する効果がある。ゲートキーパーをインベーダー化こそできないが、それでも死に至らしめる強力な猛毒になる。

### スタッフ（OVA）
- 原作・監督・構成 - 山口宏
- アニメーションディレクター・キャラクターデザイン - 後藤圭二
- インベーダーデザイン - 前田真宏
- メカデザイン - 川原智弘、渭原敏朗
- プロップデザイン - 朝来昭子
- メインアニメーター - 高品有桂、朝来昭子
- 美術監督 - 菊地正典
- ビジュアルコーディネーター - 村田恵里子
- 撮影監督 - 堀内隆
- 編集 - 重村建吾
- 音楽 - 田中公平
- 音響監督 - 鶴岡陽太
- 制作プロデューサー - 石川真一郎
- プロデューサー - 二木大介、渡辺隆、福井政文、村濱章司
- アニメーション制作 - ゴンゾ・ディジメーション
- 製作 - GK21プロジェクト

### 主題歌（OVA）
「羽音」
作詞 - 松宮恭子 / 作曲 - 田中公平 / 編曲 - 岸村正実 / 歌 - 渡邉淳子
EPISODE：1-3 オープニング / EPISODE：4-5 エンディング
「今日、笑顔があれば」
作詞 - 松宮恭子 / 作曲 - 田中公平 / 編曲 - 岩崎文紀 / 歌 - 野川さくら
EPISODE：4-5 オープニング / EPISODE 1-3、FINAL エンディング

### 各話リスト（OVA）
| 話数          | サブタイトル | 脚本     | 絵コンテ          | 演出     | 作画監督                                               | 発売日         | 限定版ドラマCD             |
| ------------- | ------------ | -------- | ----------------- | -------- | ------------------------------------------------------ | -------------- | -------------------------- |
| EPISODE1      | 出会         | 山口宏   | 山口宏            | 山口宏   | 後藤圭二                                               | 2002年4月24日  | EPISODE0「AYANE」          |
| EPISODE2      | 疾走         | 山口宏   | もりたけし 山口宏 | 竹下健一 | 高品有桂、鈴木俊二 細越裕治                            | 2002年7月17日  | EPISODE1.5「FRIENDS」      |
| EPISODE3      | 晩夏         | 山口宏   | 佐藤順一          | 佐藤順一 | 熊谷哲矢                                               | 2002年8月21日  | EPISODE3.5「INTERMISSION」 |
| EPISODE4      | 綾音         | 橋本太知 | 片山一良          | 追崎史敏 | 内納健治、追崎史敏 高品有桂、土橋昭人 中西寛、野村和也 | 2002年9月19日  | EPISODE0.8「SATOKA」       |
| EPISODE5      | 美羽         | 山口宏   | 三好一郎          | 三好一郎 | 多田文男 米田光良（レイアウト）                        | 2002年10月17日 | EPISODE4.5「MEMORIES」     |
| FINAL EPISODE | 羽音         | 山口宏   | 前田真宏          | 山口宏   | 青野厚司、嘉手刈睦 皆川ともゆき、鈴木俊二              | 2003年1月8日   | EPISODE6.1「FESTIVAL」     |